# Gornja Brešnica
Gornja Bresnica es un pueblo ubicado del municipio de Prokuplje, Serbia. Según el censo de 2002, el pueblo tiene una población de 169 personas. 